# Mijk van Dijk
Mijk van Dijk (* 11. Oktober 1963 in Geesthacht; eigentlich Michael van den Nieuwendijk) ist ein deutscher DJ und Musikproduzent elektronischer Musik aus Berlin.

## Leben und Werdegang
Sein Vater ist Niederländer. Als er 13 Jahre alt war, zog die Familie nach Soltau in Niedersachsen.
Zu Beginn seiner Musikkarriere vor allem in Bands engagiert (u. a. als Bassist in norddeutschen Funkbands und der Berliner Gruppe Jetzt!, einer Band aus dem Fast-Weltweit-Umfeld), entdeckte er in den späten 1980er-Jahren seine Leidenschaft für Synthesizer und Drumcomputer, und als die erste House-Welle Europa erreichte, wurde er zum begeisterten Partygänger in Clubs wie beispielsweise dem Ufo. Im Herbst 1988 gründete er zusammen mit Hannes Talirz ein Projekt zur Produktion eigener House-Tracks. Als Journalist arbeitete er für die Szenezeitschriften Frontpage und Network Press.
1990 veröffentlichte Mijk van Dijk seine erste Soloproduktion LoopZone – Hate/Les Enfants Du Paradis auf dem Musiklabel Low Spirit. Während der Hardcore-Techno-Welle 1991 veröffentlichte van Dijk zusammen mit DJ Tanith weiter unter dem Pseudonym Loopzone. Später gründen beide zusammen mit Jürgen Laarmann das Plattenlabel Bash Records. Nach dem Wechsel zum Label MFS im Jahre 1992 veröffentlichte er unter den Pseudonymen Microglobe und Mindgear. Im selben Jahr begann er seine Tätigkeit als DJ und veröffentlichte zusammen mit Cosmic Baby die weltweit erste gemixte Trance-Compilation (Tranceformed from beyond). Ein Jahr darauf gründete van Dijk zusammen mit Marcos Lopez das Projekt Marmion und hatte auf dem Label Superstition Records zwei große Clubhits (Schöneberg und Firechild). Es folgte unter anderem auch eine Zusammenarbeit mit DJ Hell, aus der zwei Tracks entstanden, die auf Hells Album Geteert & gefedert zu finden sind.
Sein erstes Album erschien 1994 unter dem Pseudonym Microglobe auf MFS – das Konzeptalbum Afreuropamericasiaustralica, das van Dijks Sorge um den Zustand des Planeten Erde widerspiegelt. Die Texte der Techno-, Trance-, House- und Ambient-Stücke drehen sich um Umweltverschmutzung, Fremdenfeindlichkeit und die Sehnsucht nach einem verantwortungsvolleren Umgang miteinander. Dazu nutzt van Dijk sowohl mit dem Vocoder verfremdete Stimmen, Sampling und gesprochene Texte. Alle Stücke sind in einem Non-Stop-Mix zusammengemischt. Harddisk Recording war 1994 noch nicht verbreitet und deshalb arrangierte er alle Stücke bereits in der Produktionsphase so, dass sie im Mastering-Prozess einfach aneinandergeschnitten werden konnten. Dieses Album brachte Mijk van Dijk viel Kritikerlob ein. 2010 veröffentlichte er das Album erneut, diesmal digital und in ungekürzter Version als Director’s Cut auf seinem eigens dafür gegründeten Label environ-mental recordings.
Im Jahr 1995 remixte van Dijk für Künstler wie Moby und The Hypnotist und schrieb den Soundtrack für den computeranimierten Videofilm Escape to Trancecyberia des damals noch jungen Labels Studio K7. 1997 komponierte er Teile der Filmmusik für das Kino-Debüt des Regisseurs David Jazay (Kiss my blood). In diesem Jahr begann er auch, Platten unter seinem DJ-Pseudonym Mijk van Dijk zu veröffentlichen.
Währenddessen tourte er als DJ durch ganz Europa und bis nach Australien und Japan. Gerade in Japan wurde er zu einem der bekanntesten internationalen DJs. Kollaborationen mit japanischen DJs wie Takkyu Ishino und Toby Izui sowie Veröffentlichungen auf japanischen Labels wie Sony und Frogman Records folgten.
1995 produzierte er zwei Stücke zum Soundtrack der PlayStation-Adaption zu „Ghost in the Shell“. Als großer Fan von Masamune Shirow wünschte sich Mijk van Dijk eine Shirow-Arbeit als Cover-Artwork für seine Mix-Compilation Multi Mijk auf Sony Music Japan. Shirow steuerte eine seiner ersten CAD-Graphiken bei. Weitere Soundtracks für PlayStation-2-Spiele folgten, wie das Autorennspiel Ridge Racer V und die Kampfroboter-Simulation Armored Core 2. Sein größter Hit in Japan aber war sein Remix für das Lied Niji der japanischen Techno-Popband Denki Groove um Takkyu Ishino und Pierre Taki.
1996 wurde der Titel Spring: The Wildlife von van Dijks Single Mijk’s Magic Marble Box – The 4 Seasons Of The Mind für den deutschen Fernseh-Werbespot des Renault Mégane verwendet.
Sein erstes Album unter eigenem Namen erschien 1997 auf Superstition Records unter dem Titel Glow. In Interviews beschrieb van Dijk es als Weiterführung des Gedankens von Afreuropamericasiaustralica, nur das es diesmal nicht um die äußere, sondern die innere Welt gehe. In den Texten beschäftigte er sich mit Bewusstsein und Unterbewusstsein, einige Texte scheinen beeinflusst von japanischen Mangas wie Ghost In The Shell, und in dem Stück The Eternal Afterhour Of The Soul reflektiert van Dijk über mögliche Existenzformen nach dem Tod, offensichtlich beeinflusst vom Tode seines Vaters.
Auf der Berliner Loveparade war van Dijk ein häufiger Gast. 1997 organisierte er ein Lovemobile zusammen mit dem Berliner Ensemble. Auf einem ausrangierten russischen T-34-Panzer rezitierten Schauspieler des Berliner Ensembles Texte aus der Walpurgisnacht-Szene von Goethes Faust, die Goethe seinerzeit einer Selbstzensur unterworfen hatte. Dazu spielte van Dijk Musik mit Hilfe des Videospiels Depth auf einer PlayStation.
1998 erschienen auf Superstition Kollaborations-Maxi-Singles mit Thomas Schumacher und Claude Young als Vorboten für van Dijks drittes Album Teamwork, das 1999 erschien. Es bestand ausschließlich aus Co-Produktionen mit befreundeten DJs und Produzenten. Im gleichen Jahr widmete sich van Dijk einem weiteren Kunstprojekt: für die 100. Veröffentlichung von Superstition Records komponierte er den Track Super 100, der nur aus Samples der ersten 99 Superstition-Veröffentlichungen bestand. Dieses Konzept führte er 2003 zum 10. Geburtstag des Labels fort mit Decade – The Mix: Ten Years Of Superstition. Mit Hilfe der Musik-Software Ableton Live produzierte er eine Mix-CD, die nur aus Fragmenten bisher veröffentlichter Superstition-Veröffentlichungen bestand. Sowohl bei Super 100 wie auch „Decade“ betonte van Dijk, dass er wie im Genre des sogenannten Mashups lediglich Ausgangsmaterial nutze, das auch jedem anderen zur Verfügung stand, der die entsprechenden Platten besaß. Decade war die letzte Veröffentlichung des Labels Superstition Records. Vorher erschien 2002 auf Superstition Records noch Van Dijks Artist-Album Everyground.
2002 beteiligte sich Mijk van Dijk an der CD The Kinski Files. Die beteiligten Produzenten erhielten Zugriff auf Originalmitschnitte von Klaus Kinskis berühmter Jesus-Christus-Erlöser-Rezitation von 1971, deren Veröffentlichung von den Erben Kinskis 1999 noch verboten worden war. Van Dijk produzierte für die CD das Stück Tanz den Jesus Christus, betitelt in Anlehnung an die von ihm verehrte Band DAF (Deutsch Amerikanische Freundschaft), mit O-Tönen von Kinski.
Ab 2006 veröffentlichte van Dijk dann wieder regelmäßig Maxi-Singles, u. a. mit Tom Wax und Martin Eyerer sowie unter dem Pseudonym Plato. Ebenso setzte er seine Zusammenarbeit mit DJ Hell fort und produzierte Remixes und Mix-Compilations. Van Dijk co-produzierte außerdem zwei Titel auf DJ Hells Album „Teufelswerk“ aus dem Jahr 2009.
Darüber hinaus erstellte er Musik für Modeschauen, u. a. für Berliner Modelabel wie Sisi Wasabi, Claudia Skoda, Majaco, Scherer-Gonzalez und Macqua sowie das Londoner Label Maharishi. Mit DJ Hell produzierte er die Musik für die Modeschauen von Michael Michalsky und Joop.
2008 erschien die DVD We Call It Techno!, eine Dokumentation der ersten Techno-Jahre in Deutschland, für die auch van Dijk interviewt wurde. Sein Remix von Frankie Bones’ We Call It Techno (erschienen 2000 auf Bash Again Records) taucht fälschlicherweise als Original bezeichnet mehrmals auf der DVD auf.
2010 besann sich Mijk van Dijk wieder auf seine Wurzeln in Funkbands und widmete sich dem sogenannten NuFunk. Er gründete mit dem Sänger Florian Schirmacher (u. a. auch in den Gruppen Wareika, Federleicht, Hatikvah) die Gruppe The Chaenge und etablierte das Solo-Projekt mijkfunk. Mit beiden Projekten produziert er neuen Funk mit starken Einflüssen von Electro, u. a. auf seinem eigenen Label nuFunkFiles. Außerdem präsentiert er die Radiosendung motherfunk bei BLN.FM sowie eine Internetradio-DJ-Mixshow beim Berliner Visual Radio Sender place2be.
Am 10. Juni 2022 erschien auf Kompakt die Veröffentlichung NFT des Bleep Gigaverse, das er gemeinsam mit Jürgen Laarmann bildet. Michael Wells (alias G.T.O., Tricky Disco) und Justus Köhncke steuerten Mixes dazu bei.